# EA Sports FC 26
EA Sports FC 26 es el próximo videojuego  de fútbol desarrollado por EA Vancouver y EA Romania y publicado por Electronic Arts . Su lanzamiento mundial está previsto para el 26 de septiembre de 2025 para Microsoft Windows, PlayStation 4, PlayStation 5, Xbox One, Xbox Series X/S, Nintendo Switch, Nintendo Switch 2 y Amazon Luna .  Es la tercera entrega de la serie EA Sports FC tras EA FC 24 y EA FC 25. El futbolista sueco Zlatan Ibrahimović aparece en la portada de la Ultimate Edition,  mientras que Jude Bellingham y Jamal Musiala aparecerán en portadas alternativas de las ediciones estándar.  EA Sports FC 26 está previsto que introduzca varias innovaciones en el juego, entre las que se incluyen una revisión completa de la mecánica del regate, una inteligencia artificial mejorada para el posicionamiento de los jugadores y animaciones de portero más realistas. El juego también cuenta con dos configuraciones de juego distintas: Competitivo, diseñado para Ultimate Team y Clubs con acción más rápida e IA más inteligente; y Auténtico, diseñado para el Modo Carrera con comportamientos y tácticas de fútbol realistas basados en datos del mundo real. 
El juego incluirá más de 20.000 jugadores con licencia, más de 750 clubes y selecciones nacionales, y más de 35 ligas, incluidos los derechos exclusivos para las competiciones de la UEFA, CONMEBOL Libertadores, CONMEBOL Sudamericana, la Premier League, la Bundesliga, LaLiga, la Liga F y la Barclays Women's Super League .  También se presentarán nuevas características como un sistema de arquetipos mejorado, eventos en vivo dinámicos y modos ampliados para Ultimate Team, Carrera y Clubes. 